# Dichopogon tyleri
Dichopogon tyleri är en sparrisväxtart som beskrevs av Norman Henry Brittan. Dichopogon tyleri ingår i släktet Dichopogon och familjen sparrisväxter. Inga underarter finns listade i Catalogue of Life.